# FC Boby Brno 1996/1997
Tento článek se podrobně zabývá soupiskou a statistikami týmu FC Boby Brno v sezoně 1996/1997.

## Důležité momenty sezony
- 4. místo v konečné ligové tabulce
- Čtvrtfinále národního poháru

## Statistiky hráčů
- zahrnující ligu, evropské poháry a závěrečné boje národního poháru (osmifinále a výše)

| Pozice | Jméno              | Zápasy | Národnost |           |
| B      | Luboš Přibyl       | 31     | Česko     |           |
| B      | Radim Vlasák       | 1      | Česko     |           |
| Pozice | Jméno              | Zápasy | Góly      | Národnost |
| Z      | Petr Baštář        | 2      | 0         | Česko     |
| Z      | Daniel Břežný      | 1      | 0         | Česko     |
| O      | Zdeněk Cihlář      | 13     | 0         | Česko     |
| U      | Marcel Cupák       | 24     | 2         | Česko     |
| Z      | Richard Dostálek   | 32     | 9         | Česko     |
| O      | Patrik Holomek     | 14     | 0         | Česko     |
| U      | Pavel Holomek      | 27     | 2         | Česko     |
| Z      | Vladimír Chaloupka | 19     | 3         | Česko     |
| O      | Kamil Janšta       | 5      | 0         | Česko     |
| Z      | Petr Kocman        | 21     | 0         | Česko     |
| Z      | Michal Kolomazník  | 26     | 4         | Česko     |
| O      | Petr Křivánek      | 32     | 1         | Česko     |
| Z      | Jan Maroši         | 29     | 4         | Česko     |
| Z      | Jan Palinek        | 26     | 1         | Česko     |
| Z      | Patrik Siegl       | 30     | 3         | Česko     |
| Z      | Roman Široký       | 12     | 0         | Česko     |
| Z      | Zdeněk Valnoha     | 29     | 8         | Česko     |
| Z      | Viliam Vidumský    | 27     | 1         | Slovensko |
| U      | René Wagner        | 1      | 0         | Česko     |
| O      | Martin Zbončák     | 7      | 0         | Česko     |
| Ú      | Marek Zúbek        | 27     | 4         | Česko     |

- hráči A-týmu bez jediného startu: Petr Bartes, Milan Pacanda, Martin Špinar, Petr Švancara
- trenér: Karel Večeřa
- asistenti: Radek Bělák, Karel Jarůšek

## Zápasy

### 1. Liga
- 1. a 16. kolo - FC Boby Brno - AC Sparta Praha 2:1, 0:5
- 2. a 17. kolo - FC Slovan Liberec - FC Boby Brno 1:2, 1:1
- 3. a 18. kolo - FC Boby Brno - SK Sigma Olomouc 1:0, 1:0
- 4. a 19. kolo - FC Boby Brno - FC Petra Drnovice 4:1, 0:2
- 5. a 20. kolo - FC Viktoria Plzeň - FC Boby Brno 1:0, 0:2
- 6. a 21. kolo - FC Boby Brno - FC Bohemians Praha 3:1, 1:1
- 7. a 22. kolo - FC Baník Ostrava - FC Boby Brno 1:1, 2:3
- 8. a 23. kolo - FC Boby Brno - SK Slavia Praha 1:1, 0:4
- 9. a 24. kolo - FK Jablonec - FC Boby Brno 4:1, 0:3
- 10. a 25. kolo - FC Boby Brno - SK Hradec Králové 1:1, 0:0
- 11. a 26. kolo - FC Kaučuk Opava - FC Boby Brno 0:0, 0:2
- 12. a 27. kolo - FC Boby Brno - FK Viktoria Žižkov 1:1, 1:1
- 13. a 28. kolo - SK České Budějovice - FC Boby Brno 2:1, 1:2
- 14. a 29. kolo - FC Boby Brno - FK Teplice 0:0, 2:1
- 15. a 30. kolo - FC Karviná - FC Boby Brno 1:3, 1:5

### Národní pohár
- 2. kolo - FC Dolní Kounice - FC Boby Brno 1:5
- 3. kolo - Tatran Poštorná - FC Boby Brno 0:1
- Osmifinále - FC Boby Brno - FK Viktoria Žižkov 0:0, 5:4 pen
- Čtvrtfinále - SK Sigma Olomouc - FC Boby Brno 0:0, 4:3 pen

## Klubová nej sezony
- Nejlepší střelec - Richard Dostálek, 9 branek
- Nejvíce startů - Richard Dostálek; Petr Křivánek 32 zápasů
- Nejvyšší výhra - 5:1 nad Karvinou a Dolními Kounicemi
- Nejvyšší prohra - 0:5 se Spartou Praha
- Nejvyšší domácí návštěva - 44 120 na utkání se Slavií Praha
- Nejnižší domácí návštěva - 5 556 na utkání s Teplicemi